# Obrium trifasciatum
Obrium trifasciatum es una especie de escarabajo longicornio del género Obrium, clasificada en la tribu Obriini, de la subfamilia Cerambycinae. Fue descrita por Bosq en 1951.
La especie mide 4-7 mm de longitud y el período de actividad en adultos se presenta en enero, octubre, noviembre y diciembre. Se distribuye por Argentina, Bolivia, Brasil, Uruguay y Guayana Francesa.